# Vörös-folyó (Vietnám)
A Vörös-folyó (kínai 紅河 / 红河, pinjin Hóng Hé vietnámi Sông Hồng vagy Hồng Hà) Kína Jünnan tartományában eredő és Vietnám északi részén keresztülhaladó folyó.
A folyó kb. 1150 km megtétele után – melynek során áthalad a vietnámi fővároson, Hanoin – 80 km széles deltával ömlik a Vietnámi-öbölbe. 640 km-t folyik Kína területén, majd 510 kilométert Vietnámban. Sok üledéket, köztük vas-oxidot sodor magával, amely vizét vöröses barnára festi; a nevét erről kapta.

## Mellékfolyói
Fő mellékfolyói:
- Bal oldali: Nanxi He, Klarer (Sông Lô)
- Jobb oldali: Fekete-folyó (Sông Đà)

## Városok
Főbb városok, amelyeket érint: Hanoi, Hải Phòng, Nam Dinh, Việt Tri

## Fordítás
- Ez a szócikk részben vagy egészben  a   Roter Fluss című német Wikipédia-szócikk fordításán alapul.  Az eredeti cikk szerkesztőit annak laptörténete sorolja fel. Ez a jelzés csupán a megfogalmazás eredetét és a szerzői jogokat jelzi, nem szolgál a cikkben szereplő információk forrásmegjelöléseként.